# Mimodesisa
Mimodesisa is een kevergeslacht uit de familie van de boktorren (Cerambycidae). De wetenschappelijke naam van het geslacht werd voor het eerst geldig gepubliceerd in 1941 door Breuning & de Jong.

## Soorten
Mimodesisa omvat de volgende soorten:
- Mimodesisa affinis Breuning, 1942
- Mimodesisa albofasciculata Breuning, 1968
- Mimodesisa bimaculata Breuning & de Jong, 1941